# Tilma
El tilmahtli (del náhuatl: tilmahtli ‘manta’) o tilma era un tipo de prenda exterior usada por hombres, documentada desde finales del periodo Posclásico y época hispánica temprana entre los pueblos aztecas y otros del centro de México.

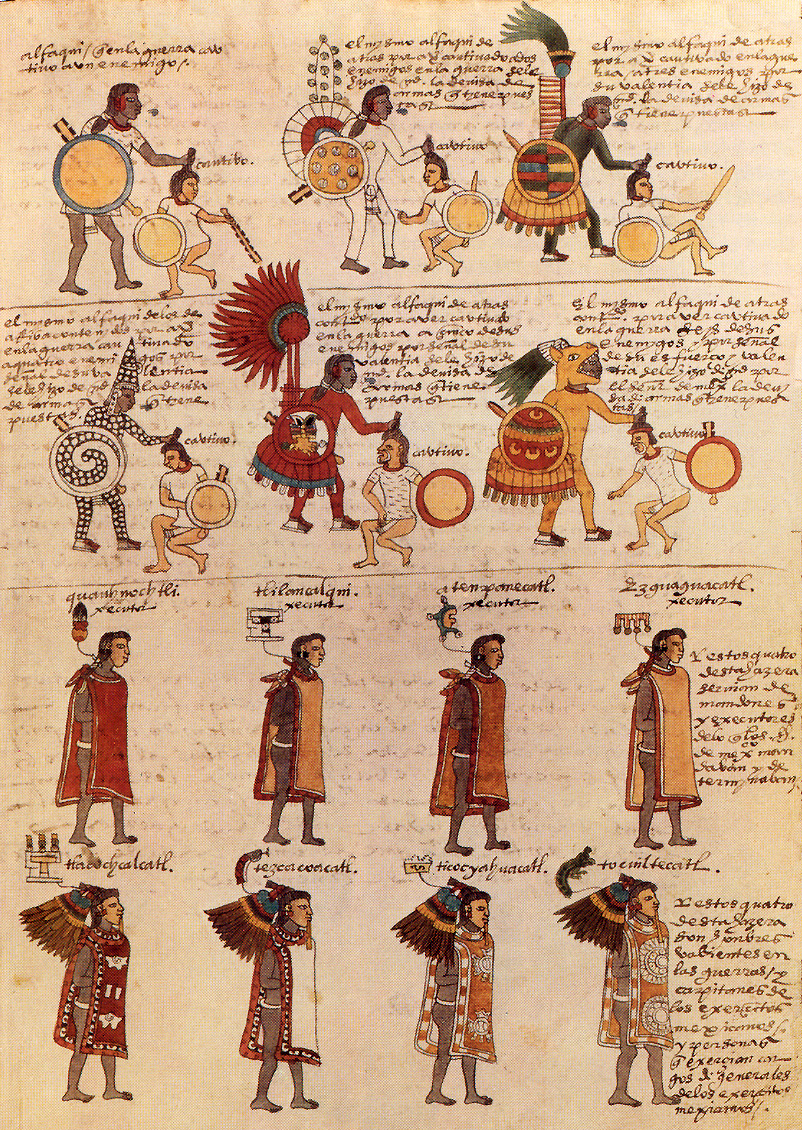
Página del códice Mendoza. En la parte inferior se muestra a un sacerdote mexica portando un tilmahtli

## Estilo
La prenda era usada en el frente como un delantal largo, o cubierto alternativamente sobre los hombros como un manto. También se utilizaba con frecuencia como un instrumento para cargar los frutos de las cosechas.

## Significado
Se empleaban varios tipos diferentes de la prenda, diseñados para las diversas clases de la sociedad. Las clases altas llevaban un tilmahtli de tela de algodón anudado sobre el hombro derecho, mientras que la clase media utilizaba un tilmahtli hecho de fibra de ayate, una tela gruesa derivada de las roscas fibras del agave maguey. Se anudada sobre el hombro izquierdo. Las clases bajas anudaban la prenda detrás del cuello, donde podría servir para llevar cargas.

Variaciones de tilma (b-e) entre los mexicas.

Figs. b) y c): Lateralmente, anudada sobre un hombro y pasada por debajo de la axila del otro brazo, la cual parece que fue la más común de todas, ya que permitía tener libres ambos brazos.
Fig. d): Hacia atrás, anudada bajo el cuello como una especie de capa, esta forma era la característica de las clases gobernante y sacerdotal.
Fig. e): Lateralmente, anudada sobre un hombro y pasada por encima del otro hombro, parece ser la menos común, ya que no permitiría el uso de ambos brazos al cubrir uno.

## Imagen milagrosa

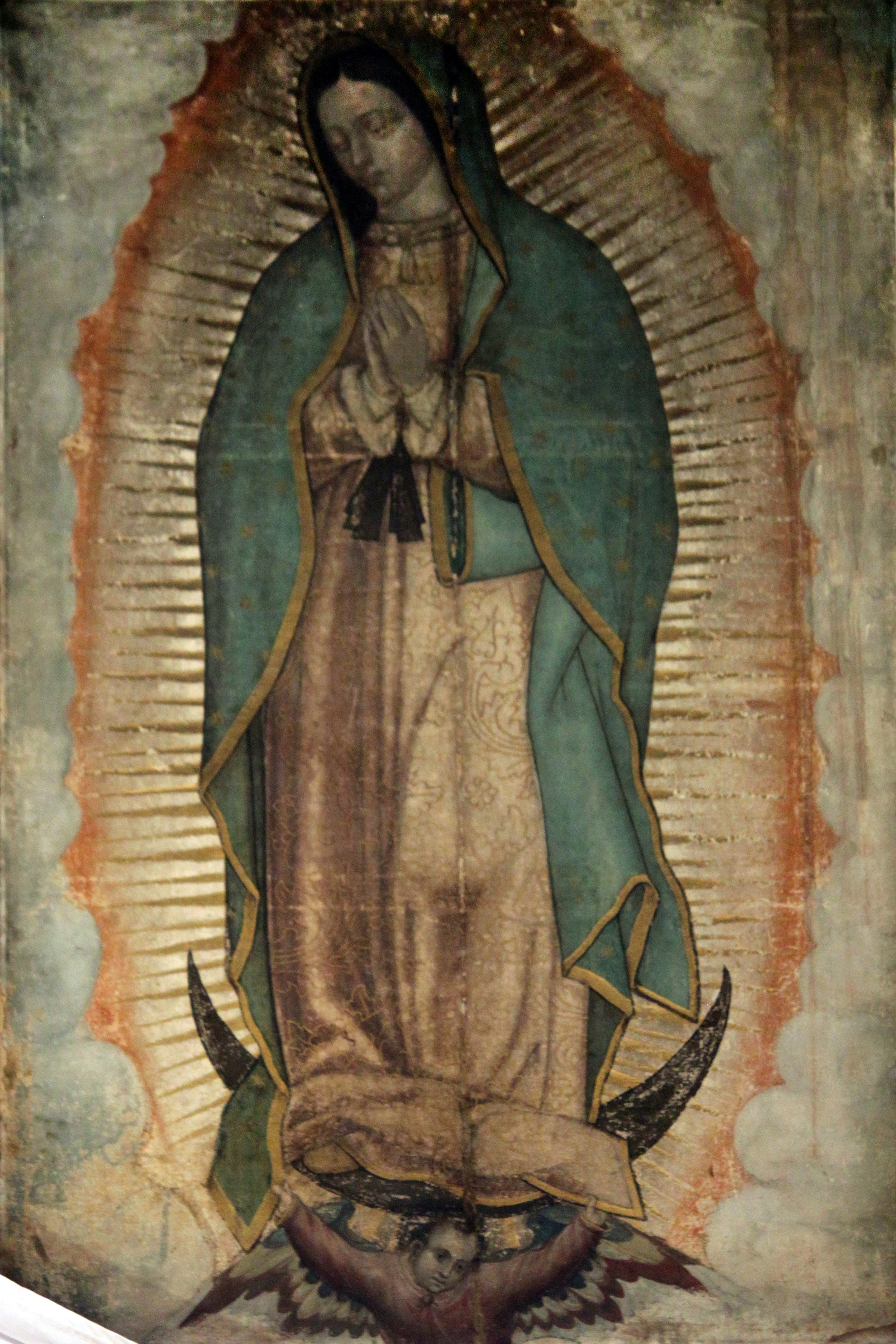
La imagen de la Virgen de Guadalupe está impresa sobre una tilma.

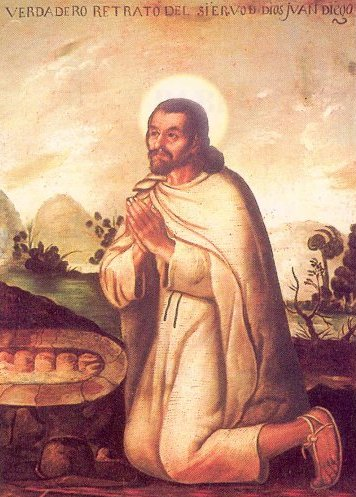
Representación moderna de San Juan Diego, indígena nahua quien viste calzón y camisa con tilmahtli a la manera de los nobles mexicas.

Un famoso tilmahtli fue usado por Juan Diego en 1531; según la tradición, una imagen de la Virgen María se apareció en ella en presencia del obispo de la Ciudad de México.  La imagen se conserva en la Basílica de Nuestra Señora de Guadalupe, que atrae a millones de peregrinos al año.